# 276. Infanterie-Division (Wehrmacht)
Die 276. Infanterie-Division war eine deutsche Infanteriedivision im Zweiten Weltkrieg.

## Geschichte

### Aufstellung
Die Division wurde am 22. Mai 1940 aufgestellt. Die Aufstellung dieser Division wurde für den Fall eines länger andauernden Westfeldzuges geplant.

### Abbruch der Aufstellung
Aufgrund eines schnellen Endes des Westfeldzugs durch den Abschluss eines Waffenstillstandes mit Frankreich wurde die Aufstellung der Division vor ihrer Vollendung am 22. Juli 1940 abgebrochen.

### Wiederaufstellung
Erneut wurde sie aufgestellt am 17. November 1943 in Südwestfrankreich.

### Besatzungstruppe Frankreich
Später wurde die Division an diversen Orten in Frankreich stationiert.

### Operation Overlord
In den Kämpfen nach der alliierten Landung in der Normandie eingesetzt, erlitt die Einheit schwere Verluste.

### Vernichtung
Die bereits abgekämpfte Division ging im Kessel von Falaise August 1944 sehr stark dezimiert unter.

### Verwendung der Reste der Division
Erneut neu aufgestellt wurde die Division am 17. September 1944 unter dem leicht veränderten Namen als 276. Volksgrenadier-Division, in welche Überlebende der Infanterie-Division übernommen wurden.